# Leopold Kessler
Leopold Kessler (ur. 1976 w Monachium) – artysta współczesny. W swojej twórczości bada granice między przestrzenią publiczną i prywatną. Dokonuje w niej drobnych, ledwo zauważalnych interwencji, które jednak trafnie komentują zastaną rzeczywstość. Mieszka i pracuje w Wiedniu.

## Życiorys
W roku 2003 ukończył Akademię Sztuk Pięknych w Monachium, a w 2004 Akademię Sztuk Pięknych w Wiedniu.

## Twórczość
Wystawy indywidualne
2008
Motorenhalle – Zentrum f. zeitgenössische Kunst, Drezno
Malmö Konsthall, Malmö
2007
Red Sea Star, Gallery Lombard&Freid, Nowy Jork
Perforation Kal. 10mm, Secession, Wiedeń
Galerie Andreas Huber, Wiedeń
2006
Graz, Neue Galerie am Landesmuseum Joanneum
Interventionen 02-05, Galerie der Stadt Schwaz, Schwaz
2005
transportable works, Gallery Lombard&Freid, Nowy Jork
O, kunstbuero, Wiedeń
2004
untitled, Thomas K. Lang Gallery, Webster University, Wiedeń
2003
synchronization, offspace, Wiedeń
privatisiert, Galerie Corentin Hamel, Paryż
Wystawy zbiorowe
2008
Biennale Cuvee, OK Center, Linz
FIKTION. NARRATION. STRUKTUR (cur. by Andreas Huber ), Artnews Projects Berlin
Moralische Fantasien – Kunst und Klima, (cur. by Dorothee Messmer u. Raimar Stange), Kunstmuseum Thurgau
The New World , (cur. by Vlado Velkov), Artnews Projects Berlin
2007
Sharjah Biennale 8, Sharjah, Vereinigte Arabische Emirate
2006
Interventions 2002–2005, Galerie der Stadt Schwaz, Schwaz, Austria
One Second, One Year, Palais de Tokyo, Paryż
on mobility, Trafo, Budapest und de Appel, Amsterdam
Österreichisches Kulturinstitut, Praga
2005
Transportable Works, Lombard-Freid Projects, New York "O," Galerie Kunstbuero, Wiedeń
A Migration of Energies, Part I: Clouding Europe, Galerie Nadine Gandy, Bratislava
lives&works in Vienna, Kunsthalle, Wiedeń
Galerie Claus Andersen, Kopenhaga
OKAY/O.K., Swiss Institute, Nowy Jork
Don´t interrupt your activities, Royal College, Londyn
update, Künstlerhaus, Wiedeń
2004
Untitled, Thomas K. Lang Gallery, Webster University, Wiedeń
Manifesta 05, San Sebastian
Beuys don´t cry, Galleria Zero, Milan
Personne n'est innocent..., Confort Moderne, Poitier
Niemandsland, Künstlerhaus, Wiedeń
2003
Synchronization, Offspace, Wiedeń
Privatisiert, Galerie Corentin Hamel, Paryż
klimatisch im hoch, Galerie Lisi Hämmerle, Bregenz
VV2, Biennale di Venezia, Wenecja
critique is not enough, Shedhalle, Zürich
2002
Parlez-vous francais, Galerie Hohenlohe&Kalb, Wiedeń
facing 2, Galerie der Stadt Wels, Wels
haunted by detail, Stichting de Appel, Amsterdam
interim plattform, Galerie Kerstin Engholm, Wiedeń
big torino, Biennale internazionale arte giovane, Turyn
2001
responsible transformation, Cittadellarte, Biella
video etc., Passagengalerie, Wiedeń